# Мезенцев, Фёдор Сергеевич
Фёдор Сергеевич Мезенцев (1897, Оханский уезд, Пермская губерния — 19 марта 1939, Москва) — русский и советский военный деятель, дивизионный комиссар (1937), член Военного совета Черноморского флота. Репрессирован и расстрелян.

## Биография
Русский. Родился в марте 1897 года в деревне Петрашино Оханского уезда Пермской губернии в крестьянской семье. Окончил трёхклассную сельскую школу. С 1912 года работал на Урале на Надеждинском заводе кровельщиком-жестянщиком. В мае 1916 года призван на военную службу. Окончил телефонную школу. Участник Первой мировой войны. Последний чин в старой армии — младший унтер-офицер.

### В РККА и РККФ
Член ВКП(б) с сентября 1917 года. В РККА добровольно с марта 1918 года. Рядовым красноармейцем в августе 1918 года он участвовал в подавлении кулацко-эсеровского крестьянского восстания в селе Сепыч. После подавления мятежа вместе с красноармейским отрядом ушел на железнодорожную станцию в районный центр. Участник Гражданской войны. С апреля 1919 года и до конца 1920 года участвовал в боях на Восточном и Южном фронтах в составе 9-го железнодорожного (впоследствии 455-го стрелкового) полка.
После Гражданской войны на ответственных должностях политсостава в кавалерии и Морских силах РККА. В 1924 году окончил военно-политическую школу Северо-Кавказского военного округа. С сентября 1926 года — ответственный секретарь партийной комиссии 5-й отдельной Кубанской кавалерийской бригады. В 1927—1930 годах — слушатель общевойскового факультета Военно-политической академии имени Н. Г. Толмачева. С мая 1930 года — заместитель начальника политотдела 2-й Черниговской кавалерийской дивизии.
С ноября 1931 года — заместитель начальника политотдела береговой обороны Морских сил Балтийского моря. С марта 1933 года — военком и начальник политотдела отряда учебных кораблей Морских сил Балтийского моря — помощник коменданта по политической части и начальник политотдела Сучанского укрепленного района. С августа 1937 года — военком Владивостокского укрепленного района. С ноября 1937 года — член Военного совета Черноморского флота, проживал в Севастополе, ул. Ленина, д.16, кв. 6..

### Репрессии
Приказом НК ВМФ СССР от 28 августа 1938 года освобождён от занимаемой должности и зачислен в распоряжение Управления по командно-начальствующему составу РККА. Арестован 13 сентября 1938 года Военной коллегией Верховного суда СССР 2 февраля 1939 года по обвинению в участии в контр-революционном военном заговоре в РККА и в подрывной деятельности на флоте приговорен к расстрелу. Приговор приведен в исполнение в тот же день (по другим данным 19 марта 1939 года). Захоронен на Новом Донском кладбище, в Общей могиле № 1 невостребованных прахов. Определением Военной коллеги 2 августа 1957 года реабилитирован.

## Семья
Его жена, Татьяна Васильевна, после ареста мужа длительное время жила в Верещагино, занималась общественной работой. Впоследствии уехала в Темрюк Краснодарского края, где и скончалась. Детей в семье не было.

## Память
Соколовский Совет ветеранов вынес решение увековечить память своего земляка. Памятная мемориальная доска установлена в Соколовской школе.